# Прогулка по беспутному кварталу
«Прогулка по беспутному кварталу» (англ. Walk on the Wild Side) — драматический фильм 1962 года американского режиссёра Эдварда Дмитрыка, снятый по одноимённой повести 1956 года Нельсона Олгрена. Одна из первых ролей известной актрисы Джейн Фонды. Картина номинировалась на «Оскар» в 1963 году в номинации «Лучшая музыка, оригинальная песня».

## Сюжет
Сюжет фильма сильно отличается от оригинальной книги.
1930-е годы. Дав Линкхорн (Лоуренс Харви) и Китти Твист (Джейн Фонда), случайные знакомые, уезжают из Техаса в Новый Орлеан. Дав — в поисках Хэлли Джерард (Капучине), своей возлюбленной, которая уже давно не отвечает на его письма, а Китти просто хочет стать богатой. Девушка Дава находится в «Кукольном доме» — борделе под руководством «мамочки» Джо Кортни (Барбара Стэнвик) в беспутном квартале Нового Орлеана. Несмотря на то, что Хэлли работает на Джо, как и остальные её проститутки, зрителю даются намёки на лесбийские отношения девушки и хозяйки борделя.
Дав всячески пытается вернуть свою девушку, но Джо не собирается расставаться с Хэлли, и пытается использовать тот факт, что Дав нелегально пересёк границу с несовершеннолетней Китти, и якобы изнасиловал её.
В конце фильма Хэлли погибает от шальной пули в кафе.

## В ролях
- Лоуренс Харви — Дав Линкхорн
- Капучине — Хэлли Джерард
- Джейн Фонда — Китти Твист
- Энн Бакстер — Терезина Видаверри
- Барбара Стэнвик — Джо Кортни, «мамочка» борделя
- Джоанна Мур — мисс Пресийос
- Хуанита Мур — мама
- Джон Андерсон — проповедник

## Премьерный показ в разных странах[2]
- США — 21 февраля 1962 года
- Швеция — 28 марта 1962 года
- Финляндия — 20 апреля 1962 года
- Австрия — сентябрь 1962 года
- Западная Германия — 14 сентября 1962 года
- Турция — март 1963 года
- Дания — 13 марта 1963 года

Кроме того фильм официально переводился на итальянский, испанский и греческий языки.